# Villainess Level 99
Villainess Level 99 A ist ein japanischer Light-Novel-Zyklus von Satori Tanabata, der im Jahr 2018 als Internet-Fortsetzungsroman auf der Plattform Shōsetsuka ni Narō startete.
Die Reihe, die in das Isekai- und dem Comedy-Genre verortet wird, wird seit 2019 in gedruckter Form in Japan publiziert. Im Jahr 2020 startete zudem eine Mangaserie, die auf den Romanen basiert. Eine Anime-Fernsehserie lief im Jahr 2024 im japanischen Fernsehen.
Die Geschichte folgt einer namenlosen Studentin, die bei einem Verkehrsunfall ums Leben kommt und als Yumiella Dolkness, der Antagonistin des Otome-Spiels Light Magic and the Hero wiedergeboren wird. Da sie ihre Erinnerungen an ihr früheres Leben wiedererlangt, beschließt sie ein ruhiges Leben zu führen und ihrem Schicksal, von der Heldin des Spiels getötet zu werden zu entgehen.

## Handlung
Eines Tages erwachen in Yumiella Dolkness, der Tochter einer ländlichen Grafenfamilie, ihre Erinnerungen an ihre frühere Existenz als japanische Studentin, die bei einem Verkehrsunfall ums Leben gekommen war. Durch diese wiedererlangten Erinnerungen wird sie sich bewusst, dass sie die Widersacherin der Heldin Alicia im Otome-Spiel Light Magic and the Hero ist und von dieser letztendlich getötet werden wird. Denn nach dem Sieg über den Dämonenkönig erscheint Yumiella als Geheimboss und stellt sich dem Spieler in den Weg.
Um dies zu verhindern und um ein friedliches Leben abseits von ihrer abwesenden Familie zu führen, verbringt sie ihre Kindheit damit, ihr eigenes Level zu erhöhen. Als sie mit 15 Jahren der königlichen Akademie in Valschein beitritt, stellt sie jedoch fest, dass sie es mit dem Aufleveln übertrieben hat. Bei der Messung ihrer Stärke kommt heraus, dass sie mit 99 das höchstmögliche Level erreicht hat und nun die stärkste Person im gesamten Königreich ist. Dies wirft ihren Plan gehörig durcheinander, denn die Bekanntgabe ihres Levels führt zu Misstrauen zwischen ihr und der übrigen Schüler- und Lehrerschaft. Auch dem Königshaus bleibt Yumiellas Stärke nicht lange verborgen. So wird sie gebeten, bei der Bezwingung des Dämonenkönigs zu helfen, der in den kommenden zwei Jahren wiederauferstehen soll.
In Valschein, in der Menschen mit schwarzen Haaren diskriminiert und dunkle Magie verachtet wird, versucht Yumiella allen Hindernissen zum Trotz, einen Ort zum Leben zu finden.

## Charaktere

### Hauptcharaktere
Yumiella Dolkness (ユミエラ・ドルクネス, Yumiera Dorukunesu)
Die Protagonistin der Geschichte. Die Geheimbossin eines Otome-Spiels, die nach dem Bezwingen des Dämonenkönigs in Erscheinung tritt und starke Dunkelmagie besitzt. In ihrem ersten Leben war sie eine Studentin, die bei einem Verkehrsunfall starb. Ihr ursprüngliches Ziel nach dem Wiedererlangen ihrer Erinnerungen an ihr früheres Leben als Japanerin ein ruhiges und friedliches Leben zu führen, was aber nach Bekanntwerden ihres Levels zunichte gemacht wurde.
Der Plan, sich mit der Heldin der Geschichte, Alicia Ehnleit, anzufreunden wird von den Love Interests des Spiels unterbunden da sie als Bedrohung empfunden wird. Sie zeigt eine exzessive Hingabe für ihre Methode stärker zu werden, hat aber Schwierigkeiten ihre Gefühle und Emotionen auszudrücken. Dennoch ist sie freundlich und will nur das Beste für ihre Mitmenschen.
Gegenüber dem Königreich zeigt sie keine Loyalität und ist nicht an deren Politik interessiert. Auch empfindet sie nichts für ihre Familie, die Yumiella meidet und ignoriert. Lediglich zu Patrick Ashbatten kann sie eine Freundschaft aufbauen.
Patrick Ashbatten (パトリック・アッシュバトン, Patorikku Asshubaton)
Ein Charakter aus dem Otome-Spiel Light Magic and the Hero und Yumiellas Mitschüler. Der Sohn eines Markgrafen, der eine Begabung für Windmagie hat. Er ist einer der wenigen Schüler, die sich nicht vor Yumiella fürchten. Zu Beginn nähert er sich ihr an nachdem er erkennt, dass ihre eigenartige Art und Weise, Dinge zu erledigen sie selbstoder andere gefährdet. Schon bald entwickelt er Gefühle für Yumiella, kann diese aber lange Zeit nicht zum Ausdruck bringen.
Um ihren falschen Standard für eine Ehe zu erfüllen, trainiert er heimlich in Dungeons und erreicht ebenfalls Level 99. Im Comedy-Aspekt der Serie stellt Patrick die seriöse Person dar, welche Yumiellas Mätzchen im Zaum halten muss.
Ryu (リュー, Ryū)
Yumiellas Haustier – ein schwarzer Drache. Im ursprünglichen Spiel erhält die Heldin der Geschichte ein Drachenei als Belohnung für ein In-Game-Event. Ryu ist gezähmt und anhänglich, benimmt sich dementsprechend eher wie ein Haushund als ein gefürchtetes Ungeheuer. Dennoch wird er von vielen Schülern gefürchtet.
Yumiella betrachtet Ryu als ihr „Kind“ und Ryu sieht in ihr und Patrick seine Eltern. Zudem hat Ryu Eleonara gerne, die sie ihm regelmäßig mit Süßigkeiten füttert.
Alicia Ehnleit (アリシア・エンライト, Arishia Enraito)
Die Helden des Otome-Spiels Light Magic and the Hero. Sie hat Riesenangst vor Yumiella, da sie diese aufgrund ihres Levelunterschieds als schwarzen Rauch mit glühenden Augen wahrnimmt. Ihr Verhältnis zueinander verbessert sich jedoch mit der Zeit. Im Verlauf der Geschichte versucht sie, sich Yumiella anzufreunden wird aber von den Love Interests davon abgehalten, da sie Yumiella misstrauen. Dies führt dazu, dass sie nicht stärker werden kann und kein Selbstvertrauen entwickelt.
Nachdem sie es schafft stärker zu werden, ist sie in der Lage Yumiella deutlich zu sehen und bezeichnet ihr schwarzes Haar als wunderschön.
Eleonora Hillrose (エレノーラ・ヒルローズ, Erenōra Hirurōzu)
Die Tochter des Herzogs Hillrose, die der Anti-Köngsfraktion angehört. Ursprünglich nahm sie Kontakt zu Yumiella auf um diese auf die Seite des radikalen Adels zu ziehen. Es stellte sich aber heraus, dass sie in Wahrheit ein von der Liebe angeschlagenes, naives Mädchen ist. Sie ist einseitig in Prinz Edwin verliebt.
Ihre augenscheinlichen Freunde nutzen Eleonora als Sündenbock um Alicia hänseln zu können. Wie Patrick hat auch sie keine Angst vor Yumiella.
Letztendlich freundet sie sich mit Yumiella wegen ihrer gemeinsamen Liebe für Drachen und aufgrund Yumiellas unverblümte Art an. Allerdings wirkt Eleonora sehr anhänglich, was Yumiella als lästig empfindet.
Dämonenkönig (魔王, Maō)
Der Haupt-Bösewicht der Geschichte. Einst ein Mensch, der Dunkelmagie beherrschte und als General half den Krieg zu beenden, welcher in die Gründung des Königreiches Valschein mündete. Er wurde jedoch vom König und der Heiligen hintergangen, als Dämon gebrandmarkt und versiegelt.
Aufgrund dessen will er sich ausschließlich an der Königsfamilie rächen und hat keine Ambitionen, die Weltherrschaft an sich reißen zu wollen. Aufgrund der Brandmarkung entstand im Königreich die Anschauung, dass Menschen mit schwarzen Haaren und der Fähigkeit dunkle Magie nutzen zu können, gefürchtet sind.

### Liebesinteressenten
Die ursprünglichen Love Interests des Otome-Spiels. Anders als in Light Magic and the Hero handeln sie hochnäsig und scharen sich um Alicia. Sie denken, dass Yumiella bei der Messung ihres Levels getrickst habe, weswegen sie stets versuchten, sie in ein schlechtes Licht zu rücken und Yumiella davon abhalten, sich mit Alicia anzufreunden. Während sie Yumiella wegen ihres Levels belästigen, verraten sie unbeabsichtigt das Staatsgeheimnis um die Wiederauferstehung des Dämonenkönigs. Aufgrund ihres Verhaltens gegenüber Alicia, die deswegen nicht stärker werden kann, wird Yumiella gebeten beim Kampf gegen den Dämonenkönig anwesend zu sein.
Edwin Valschein (エドウィン・バルシャイン, Edōwin Barushain)
Der zweite Prinz des Königreichs Valschein. Ein magischer Schwertkämpfer, der die vier Magieelemente Feuer, Wasser, Wind und Erde anwenden kann. Zu Beginn versucht er, Yumiella von der Akademie werfen zu lassen, weil er die Meinung vertrat, dass sie bei der Bekanntgabe ihrer Stärke getrickst habe.
Nachdem diese die Anschuldigungen durch die Anwendung ihres stärksten Zaubers, „Black Hole“, entkräften kann, fokussiert er sich darauf Alicia anzufeuern, während er gegenüber Yumiella weiterhin misstrauisch eingestellt ist. Als er von Patrick erfährt, dass sie kein schlechter Mensch ist, ändert er seine Einstellung ihr gegenüber.
Oswald Grimsgarde (オズワルド・グリムザード, Ozuwarudo Gurimuzādo)
Ein Magier, der die vier Grundelemente besser beherrscht als Edwin. Er wird im Bereich der Magie als Genie beschrieben. Er entwickelt einen Minderwertigkeitskomplex als er ansehen muss, wie Yumiella mit ihren magischen Kräften einen Dummy zerstört, der nur von Hofmagiern hätte beschädigt werden können.
Anfangs versucht er sich für diese Demütigung an ihr zu rächen, ändert seine Einstellung ihr gegenüber im Laufe der Geschichte.
William Ares (ウィリアム・アレス, Wiriamu Aresu)
Ein Schwertkämpfer mit einem ausgeprägten Gerechtigkeitssinn. Er glaubt nicht, dass Yumiella das höchstmögliche Level erreicht hat und fordert sie regelmäßig zu Sparringkämpfen heraus, die er jedes mal verliert. Dies sorgte dafür, dass er sie anfangs für den Dämonenkönig hält und sie deswegen verdächtigt, zukünftig böse Taten zu begehen.
Seine Verdächtigungen verlaufen im Sand, da bestätigt wurde, dass der Dämonenkönig ein Mann ist. Im Verlauf der Geschichte ändert er seine Einstellung gegenüber Yumiella.

### Nebencharaktere
Yumiellas Eltern (ユミエラの両親, Yumiera no Ryōshin)
Herzog und Herzogin, die ihre Tochter Yumiella für ihre schwarzen Haare verabscheuen und verachten. Sie ziehen in die königliche Hauptstadt ohne jedoch ein offizielles Amt zu bekleiden und ließen ihr Kind alleine mit wenigen Bediensteten im ländlichen Anwesen zurück. Weil sie ihre Eltern nicht kenn, empfindet sie keine Emotionen gegenüber diesen.
Weil er Yumiella verdächtigt, der königlichen Faktion nahezustehen, setzt er Attentäter auf sie an, die allerdings nicht in der Lage sind, ihren Auftrag zu erfüllen. Er weiß nicht, dass die Attentate aufgrund ihres hohen Levels scheiterten.
Er und seine Frau werden von Yumiella unter Hausarrest auf das ländliche Dolkness-Anwesen gestellt, sodass sie deren Adelstitel erhält.
Rita (リタ)
Ein Dienstmädchen, welches von Yumiellas Vater in ihre Seite gestellt wird. Sie zeigt sich nicht von Yumiella distanziert, ist aber von ihren hirnrissigen Aktionen oftmals genervt.
Sie wird von ihrem Herren damit beauftragt, Yumiella zu vergiften unter Androhung, dass ihrer jüngeren Schwester etwas schlimmes widerfahre. Der Anschlag schlägt aber aufgrund der hohen Giftresistenz fehl. Nachdem Yumiella ihre Schwester retten kann, schwört Rita ihr ewige Treue.
König Valschein (バルシャイン国王, Barushain Kokuō)
Edwins Vater und Herrscher von Valschein, der Yumiella eher unterstützend zur Seite steht. Er beabsichtigt Yumiellas Stärke im Kampf gegen den Dämonenkönig zu nutzen.
Königin Valschein (バルシャイン国王妃, Barushain-koku ōhi)
Edwins Mutter. Wie ihr Ehemann zeigt sie sich respektvoll gegenüber Yumiella. Sie lädt Yumiella regelmäßig zu Teeparties ein und besticht sie mit Süßigkeiten.

## Medien

### Webroman und Light-Novel-Reihe
Satori Tanabata startete am 15. Juni 2018 Villainess Level 99 als Internet-Fortsetzungsgeschichte auf der Online-Plattform Shōsetsuka ni Narō. Bis Juni 2025 wurden dort 170 Kapitel veröffentlicht. Der japanische Verleger Fujimi Shobo sicherte sich die Rechte einer physischen Publikation des Romans in Japan und veröffentlichte den ersten Light-Novel-Band mit Illustrationen von Tea am 10. Mai 2019. Bis Juni 2025 wurden sechs Werke der Romanreihe in Japan herausgegeben.
Im März 2023 wurde bekannt, dass der US-Verlag J-Novel Club die Serie für eine englischsprachige Lokalisation lizenziert habe. Zudem werden die Romane in thailändischer und chinesischer Sprache publiziert.

#### Publikationen
| Band | Japanisch        | Japanisch               |
| Band | Veröffentlichung | ISBN                    |
| ---- | ---------------- | ----------------------- |
| 01   | 10. Mai 2019     | ISBN 978-4-04-073172-8. |
| 02   | 9. Nov. 2019     | ISBN 978-4-04-073379-1. |
| 03   | 9. Mai 2020      | ISBN 978-4-04-073642-6. |
| 04   | 9. Apr. 2021     | ISBN 978-4-04-073862-8. |
| 05   | 10. Juni 2022    | ISBN 978-4-04-074407-0. |
| 06   | 10. Jan. 2024    | ISBN 978-4-04-075251-8. |

### Manga
Eine Mangaserie basierend auf der Romanvorlage, gezeichnet von Nokomi, startete am 5. Februar 2020 im B’s Log Comic des Verlages Enterbrain. Der erste gedruckte Band des Mangas erschien am 1. Oktober gleichen Jahres. Bis Juni 2025 wurden vier Bände der Mangareihe in Japan veröffentlicht.
One Peace Books veröffentlicht den Manga in englischer Sprache. In Frankreich erscheint die Reihe über Soleil Manga. Des weiteren wird der Titel in Thailand und auf Taiwan herausgegeben.

#### Publikationen
| Band | Japanisch        | Japanisch                                                 |
| Band | Veröffentlichung | ISBN                                                      |
| ---- | ---------------- | --------------------------------------------------------- |
| 01   | 1. Okt. 2020     | ISBN 978-4-0473-6216-1.                                   |
| 02   | 1. Nov. 2021     | ISBN 978-4-0473-6681-7. (RE) ISBN 978-4-0473-6793-7. (SE) |
| 03   | 1. Feb. 2023     | ISBN 978-4-0473-7355-6.                                   |
| 04   | 1. März 2024     | ISBN 978-4-0473-7808-7.                                   |

### Hörspiel und Videocomic
Dem zweiten Band, der in Japan am 1. November 2021 publiziert wurde, lag eine zusätzliche CD mit einem Hörspiel bei. In diesem Hörspiel leihen Fairouz Ai, Yuma Uchida, Azumi Waki und Taku Yashiro ihre Stimme. Im Dezember gleichen Jahres veröffentlichte Kadokawa einen Videocomic auf YouTube. Neben den Synchronsprechern, die bereits im Hörspiel zu hören waren, sind zudem Kōhei Amasaki und Haruki Ishiya als Sprecher involviert.

### Pen-&-Paper-Rollenspiel
Kadokawa brachte ein Pen-&-Paper-Rollenspiel basierend auf der Geschichte in Japan auf den Markt.

### Anime
Am 24. März 2023 wurde bekanntgegeben, dass die Romanreihe als Anime-Fernsehserie realisiert werde, ohne dabei weitere Details zu nennen. Im September 2024 wurden die an der Produktion beteiligten Personen vorgestellt. Die Serie entstand unter der Regie von Minoru Yamaoka im Animationsstudio Jumondou, wobei das Drehbuch von Fumihiko Shimo geschrieben wurde. Für das Charakterdesign zeigten sich Hitomi Kaiho und Lo Ho Kim verantwortlich; die Serienmusik wurde von Kana Utatane geschrieben.
Die Vorspannsequenz ist mit dem Lied Love or Hate? von Mayu Maeshima unterliegt, während im Abspann das Stück Suki ga Rebechi, vorgetragen von Fairouz Ai und Rina Hidaka in ihren jeweiligen Sprechrollen, zu hören ist. In der ersten Episode ist zudem das Lied Ray of Light der japanischen Sängerin Hanatan als Titellied des fiktiven Otome-Spiels Light Magic and the Hero zu hören.
Der Anime startete am 9. Januar 2024 im japanischen Fernsehen. International zeigte Crunchyroll die Animeserie im Originalton mit Untertiteln im Simulcast, darunter auch im deutschsprachigen Raum. Plus Media Neworks Asia zeigte die Serie in Südostasien.

## Episodenliste
| Nr. | Titel (Original)                                           | Titel (Deutsch) B                                | Erstausstrahlung |
| --- | ---------------------------------------------------------- | ------------------------------------------------ | ---------------- |
| 01  | 裏ボス、学園に入学する Ura Bosu, Gakuen ni Nyūgaku Suru    | Die Geheimbossin tritt in die Schule ein         | 09. Januar 2024  |
| 02  | 裏ボス、実力を見せる Ura Bosu, Jitsuryoku o Miseru         | Die Geheimbossin zeigt ihre wahre Kraft          | 16. Januar 2024  |
| 03  | 裏ボス、お城に招かれる Ura Bosu, Oshiro ni Manekareru      | Die Geheimbossin wird ins Schloss eingeladen     | 23. Januar 2024  |
| 04  | 裏ボス、野外演習に出る Ura Bosu, Yagai Enshū ni Deru       | Die Geheimbossin geht auf eine Feldübung         | 30. Januar 2024  |
| 05  | 裏ボス、話し相手が出来る Ura Bosu, Hanashiaite ga Dekiru   | Die Geheimbossin findet einen Gesprächspartner   | 06. Februar 2024 |
| 06  | 裏ボス、武術大会に出る Ura Bosu, Bujutsu Taikai ni Deru    | Die Geheimbossin tritt ins Kampfkunstturnier ein | 13. Februar 2024 |
| 07  | 裏ボス、ダンスに挑む Ura Bosu, Dansu ni Idomu              | Die Geheimbossin wagt einen Tanz                 | 20. Februar 2024 |
| 08  | 裏ボス、ドラゴンに出会う Ura Bosu, Doragon ni Deau         | Die Geheimbossin trifft einen Drachen            | 27. Februar 2024 |
| 09  | 裏ボス、敵国に勧誘される Ura Bosu, Tekkoku ni Kanyū Sareru | Die Geheimbossin wird vom Feindesland angeworben | 05. März 2024    |
| 10  | 裏ボス、ダンジョンにもぐる Ura Bosu, Danjon ni Moguru      | Die Geheimbossin geht in einen Dungeon           | 12. März 2024    |
| 11  | 裏ボス、告白される Ura Bosu, Kokuhaku Sareru               | Der Geheimbossin wird die Liebe gestanden        | 19. März 2024    |
| 12  | 裏ボス、魔王と戦う Ura Bosu, Maou to Tatakau               | Die Geheimbossin kämpft gegen den Dämonenkönig   | 26. März 2024    |

## Synchronisation
| Rolle             | Japanische Stimme (Seiyū) |
| ----------------- | ------------------------- |
| Yumiella Dolkness | Fairouz Ai                |
| Patrick Ashbatten | Yuma Uchida               |
| Alicia Ehnleit    | Azumi Waki                |
| Edwin Valschein   | Taku Yashiro              |
| Oswald Grimsgarde | Kōhei Amasaki             |
| William Ares      | Haruki Ishiya             |
| Eleonora Hillrose | Rina Hidaka               |
| Rita              | Ikumi Hasegawa            |

## Rezeption
Demelza von Anime UK News besprach den ersten Band der Mangareihe und schrieb, dass die Reihe offensichtlich vom beliebten Villainess-Trend profitiere. Auch die Tatsache, dass Yumiella eine scheinbar übermächtige Protagonistin ist, lässt den Titel wenig originell wirken. Die Resenzentin hob den Humor der Serie lobend hervor und nannte bespielhaft die teilweise ausdruckslosen und komischen Gesichtszüge Yumiellas. Es gäbe, so Demelza, nichts lustigeres als „das Chaos vor Yumiellas Augen ausbreiten zu und Yumiellas Seufzen zu sehen, während sie innerlich die Absurdität der Situation selbst darstellt.“ Die übrigen Charaktere wurden als überwiegend flach kritisiert und benähmen sich wie Antagonisten. Dies bessere sich aber im Verlauf des ersten Bandes.
Auch Rebecca Silverman schrieb eine Rezension des ersten Mangabandes für Anime News Network. Sie beschrieb Yumiella als einen Charakter, der sich selbst bewusst aber auch zugleich ahnungslos ist. Diese Kombination sorge dafür, dass es Spaß mache, ihren Weg zu mitzuverfolgen. Der Titel, so Silverman, falle dem Tropus des Isekai-Genre zum Opfer und nannte dabei das genutzte Levelsystem als auffälligstes Merkmal. Aber auch die Darstellung von Menschen mit schwarzen Haaren und Augen als unnatürlich und furchterregend sei ein Merkmal, welches Silverman verwirre.
Im Anime Preview Guide für die Wintersaison des Jahres 2024 wurde die Pilotfolge von mehreren Redakteuren von Anime News Network besprochen, die diese gemischt bis negativ wahrnahmen. Rebecca Silverman besprach alle zwölf Folgen der Serie für Anime News Network.
Bei den Anime Trending Awards, die 2024 zum elften mal verliehen wurden, erhielt die Serie lediglich Nominierungen in charakterbezogenen Kategorien. So wurde Yumiella Dolkness für die beste Protagonistin, Patrick Ashbatten als bester Nebencharakter, sowie Yumiella und Patrick als bestes Paar nominiert.
Bis März 2024 verkauften sich die Romane zusammengezählt mehr als eine Millionen mal in Japan.

## Belege